# Forsmarks landskommun
Forsmarks landskommun var en tidigare kommun i Stockholms län.

## Administrativ historik
Landskommunen bildades 1863 ur Forsmarks socken i Frösåkers härad i Uppland. Vid kommunreformen 1952 uppgick denna landskommun i Frösåkers landskommun som 1957 uppgick i Östhammars stad  som 1971 ombildades till Östhammars  kommun samtidigt som området övergick till Uppsala län.

## Politik

### Mandatfördelning i Forsmarks landskommun 1938-1946
| 9 | 6 |

| 14 |

| 10 | 5 |

| 13 |

| 10 | 5 |

| 12 | 3 |